# Prix Sonning
Ne doit pas être confondu avec Prix musical Léonie-Sonning.
Pour les articles homonymes, voir Sonning (homonymie).
Le prix Sonning est un prix danois décerné depuis 1950 pour les réalisations culturelles européennes.

## Présentation
Le prix Sonning est le prix danois le plus important pour les réalisations culturelles. Il a été offert par l'auteur et éditeur C. J. Sonning (1879-1937). 
Le prix est remis tous les deux ans, le 19 avril, jour de l'anniversaire de Sonning, d'une façon régulière depuis 1959. Le prix est décerné par l'Université de Copenhague pour un travail important qui enrichit la culture européenne. Les universités européennes peuvent soumettre des propositions au comité du prix présidé par le recteur de l'Université de Copenhague. Le prix est d'un million de couronnes danoises. 
Le premier prix a été attribué en 1950 à Winston Churchill pour avoir fait avancer les intérêts scientifiques anglo-danois.

## Lauréats
- 1950 : Winston Churchill
- 1959 : Albert Schweitzer
- 1960 : Bertrand Russell
- 1961 : Niels Bohr
- 1962 : Alvar Aalto
- 1963 : Karl Barth
- 1964 : Dominique Pire
- 1965 : Richard Coudenhove-Kalergi
- 1966 : Laurence Olivier
- 1967 : Willem Visser 't Hooft
- 1968 : Arthur Koestler
- 1969 : Halldór Laxness
- 1970 : Max Tau
- 1971 : Danilo Dolci
- 1973 : Karl Popper
- 1975 : Hannah Arendt
- 1977 : Arne Næss
- 1979 : Hermann Gmeiner
- 1981 : Dario Fo
- 1983 : Simone de Beauvoir
- 1985 : William Heinesen
- 1987 : Jürgen Habermas
- 1989 : Ingmar Bergman
- 1991 : Václav Havel
- 1994 : Krzysztof Kieślowski
- 1996 : Günter Grass
- 1998 : Jørn Utzon
- 2000 : Eugenio Barba
- 2002 : Mary Robinson
- 2004 : Mona Hatoum
- 2006 : Ágnes Heller
- 2008 : Renzo Piano
- 2010 : Hans Magnus Enzensberger
- 2012 : Orhan Pamuk
- 2014 : Michael Haneke
- 2018 : Lars von Trier
- 2021 : Svetlana Alexievitch
- 2023 : Marina Abramović
- 2025 : Hervé This